# Piper balsapuertanum
Piper balsapuertanum är en pepparväxtart som beskrevs av William Trelease. Piper balsapuertanum ingår i släktet Piper och familjen pepparväxter. Inga underarter finns listade i Catalogue of Life.